# George W. Wickersham
George Woodward Wickersham, né le 19 septembre 1858 à Pittsburgh (Pennsylvanie) et mort le 25 janvier 1936 à New York, est un juriste et homme politique américain. Membre du Parti républicain, il est procureur général des États-Unis entre 1909 et 1913 dans l'administration du président William Howard Taft puis président du Council on Foreign Relations entre 1933 et 1936.

## Biographie
George W. Wickersham est né le 19 septembre 1858 à Pittsburgh (Pennsylvanie). Il étudie à l'université de Pennsylvanie, où il obtient en 1880 un Bachelor of Laws (LL.B), avant de se voir décerné bien plus tard, en 1901, un master of arts honorifique. Uk avait été admis au barreau de Philadelphie avant même de recevoir son LL.B et il avait exercé dans cette ville jusqu'en 1882, année durant laquelle il est parti s'installer et travailler à New York. En 1883, il rentre dans le cabinet d'avocat Strong and Cadwalader dont il devient associé quatre ans plus tard.
En 1909,  George W. Wickersham est nommé par le président William Howard Taft au poste de procureur général des États-Unis, qu'il occupe durant toute la durée de son administration. Par la suite, il est choisi par le président Woodrow Wilson pour être membre du War Trade Board (une institution mise en place en 1917, avec l'entrée en guerre des États-Unis, qui avait pour tâche de contrôler les importations et les exportations) à Cuba. En 1929, le président Herbert Hoover le nomme à la tête de la National Commission on Law Observance and Enforcement, aussi connu sous le nom de commission Wickersham, qui avait pour objectif d'identifier les causes de la criminalité tout en émettant des recommandations afin de la faire baisser (la Commission se concentrait particulièrement sur la prohibition). 
Il meurt le 25 janvier 1936 à New York.